# Félix González Modroño
Félix González Modroño, que firma con el nombre de Félix G. Modroño, (Portugalete, 3 de marzo de 1965) es un escritor español.

## Biografía
Félix González Modroño, de padres zamoranos, nació en la provincia de Vizcaya, pasando allí su infancia y adolescencia. Posteriormente se trasladó a la ciudad de Salamanca para licenciarse en Derecho por la Universidad de Salamanca. Trabajó durante más de dos décadas en el sector financiero, que abandonó para dedicarse en exclusiva al mundo de la literatura.

## Obra
Sus novelas tienen como denominador común el mestizaje de géneros, si bien prevalecen las tramas emocionales enmarcadas en unas ambientaciones muy cuidadas, otra de las características de su obra, narradas con una prosa refinada sin artificios.
En sus libros nos encontramos con homenajes a diversas clases de lenguaje: desde el empleado en Tierra de Campos en Muerte dulce, al lexicón bilbaíno en La ciudad de los ojos grises o al lenguaje de germanía en La sangre de los crucificados.
Modroño es el creador del doctor Fernando de Zúñiga, un peculiar investigador del Siglo de Oro que protagoniza tres de sus novelas.
- La ciudad de la piel de plata(Novela. Destino 2023)

- Sol de brujas (Novela. Destino 2022)
- La ciudad del alma dormida (Novela. Ediciones B 2020)
- La fuente de los siete valles (Novela. Editorial Erein 2019)
- Sombras de agua (Novela. Editorial Algaida 2016). Tercera entrega del doctor Fernando de Zúñiga
- Secretos del Arenal (Novela. Editorial Algaida 2014)
- La Ciudad de los Ojos Grises (novela. Editorial Algaida 2012)
- Muerte Dulce (novela. Editorial Algaida 2009). Segunda entrega de las aventuras del doctor Fernando de Zúñiga.
- La sangre de los crucificados (novela) [ISBN: 978-84-7647-681-9]. Editorial Algaida. 2007.  Primera entrega de la saga del doctor Fernando de Zúñiga.
- Villalpando, paisajes y rincones (libro de fotografía). 2002.

## Premios
- Premio Club Literario Creatio a la mejor novela de 2012.[1]
- Premio Farolillos de Papel de 2013 de la Asociación de Libreros de Vizcaya.[2]
- Premio Ateneo de Sevilla de 2014 por la novela Secretos del Arenal.[3]
- Premio Villano de Honor 2017 en Bilbao.[4]